# Alcóntar (kommunhuvudort)
Alcóntar är en kommunhuvudort i Spanien.   Den ligger i provinsen Provincia de Almería och regionen Andalusien, i den södra delen av landet, 400 km söder om huvudstaden Madrid. Alcóntar ligger 963 meter över havet och antalet invånare är 669.
Terrängen runt Alcóntar är kuperad åt sydost, men åt nordväst är den platt. Runt Alcóntar är det mycket glesbefolkat, med 4 invånare per kvadratkilometer. Närmaste större samhälle är La Mojonera, 14,9 km öster om Alcóntar. Omgivningarna runt Alcóntar är i huvudsak ett öppet busklandskap.